# Аббас Хильми
Принц Аббас Хильми бин Принц Мухаммад Абдель Моним бин Хедив Аббас Хильми II Бей (араб. الأمير عباس حلمي بن الأمير محمد عبد المنعم بن الخديوي عباس حلمي باشا الثاني‎, родился 16 октября 1941 года, Каир) — египетский и имперский османский принц и финансовый советник. Член династии Мухаммада Али и Императорского дома Османа, он единственный сын принца Мухаммада Абдель Монима и его османской жены принцессы Неслишах, а также внук  хедива Аббаса Хилми II Бея.

## Ранние годы
Принц Аббас Хильми родился в Каире в 1941 году. Он был назван в честь своего деда по отцовской линии Аббаса Хильми II, последнего хедива Египта. Это была самая старшая мужская ветвь потомков Исмаила-паши и, таким образом, первая в линии наследования египетского престола в соответствии с правилами наследования 1866 года. Однако действие этих правил было приостановлено британцами после провозглашения ими протектората над Египтом в 1914 году. Аббас Хильми II был свергнут, а его сын Мухаммад Абдель Моним потерял своё место в качестве наследника престола. Трон перешел к дядям Аббаса Хильми II Хусейну Камилю и Фуаду I. Королевский указ от 13 апреля 1922 года исключил Аббаса Хильми II из числа правопреемников, хотя в нём говорилось, что «это исключение не распространяется на его сыновей и их потомство». Это означало, что принц Мухаммад Абдель Моним и его сын принц Аббас Хильми по-прежнему имели право на престол и сохранили высшее положение в порядке старшинства в престолонаследии Королевства Египет.
Двумя прадедами принца Аббаса Хильми по материнской линии были Мехмед VI, последний османский султан, и Абдул-Меджид II, последний османский халиф. Если бы Османская монархия не была упразднена в 1922 году, принц Аббас Хильми получил бы, помимо своего египетского княжеского титула (араб. أمير‎, латинизир.: Amir), османский титул Султанзаде, который был дан сыновьям имперских принцесс.
В июле 1952 года «Свободные офицеры» начали революцию, которая привела к насильственному отречению короля Египта Фарука от престола в пользу его маленького сына Фуада II. Из-за малолетства Фуада II принц Мухаммад Абдель Моним был выбран новыми военными правителями в качестве регента, сначала в качестве главы временного органа регентства, а затем в качестве единственного принца-регента. Однако он продержался на этом посту недолго, так как египетская монархия была официально отменена 18 июня 1953 года. Принц Мухаммад Абдель Моним и его жена Неслишах были арестованы в 1957 году и обвинены в участии в заговоре против Насера. Испорченные отношения с новым революционным режимом вынудили их покинуть страну. В результате их сын принц Аббас Хильми провёл большую часть своей жизни в Англии и Франции.

## Деловая деятельность
Принц Аббас Хильми получил образование в школе Миллфилд в общине Стрит-Сомерсет, и получил высшее образование в Крайст-Чёрч в Оксфорде. Он работал в дискаунтере, банке и страховым брокером, прежде чем присоединиться к Grieveson Grant & Co. в 1968 году. Он оставался с Grieveson Grant & Co., одним из главных биржевых маклеров Сити, до 1981 года. В 1970 году он вошёл в историю, став первым иностранным членом Лондонской фондовой биржи, его избрание стало возможным благодаря изменению правила 21, которое ранее ограничивало членство британскими гражданами. После ухода из Grieveson Grant & Co. принц Аббас Хильми стал генеральным менеджером Schroder Asseily & Co. (1981–1983 гг.), а затем председателем Hilmi and Associates (1983–1986 гг.), где он в основном занимался деятельностью по управлению финансами и задания по проектному финансированию. Проведя три года в Лондоне в качестве вице-президента Kidder, Peabody & Co. (1986–1989), он присоединился к Concord Group в 1989 году, всего через год после её основания. Он входил в команду из трёх человек, которая открыла офис Concord Group в Каире в 1994 году. С тех пор Египет стал основным направлением деятельности группы, при этом более половины активов, которыми она управляет (2,8 млрд долларов из 3,4 млрд долларов), были инвестированы в египетские ценные бумаги. Concord в настоящее время входит в число крупнейших фирм по управлению активами в Египте. Один из фондов, которыми он управляет, Egypt Investment Company Ltd, неоднократно оценивался International Herald Tribune как самый эффективный фонд в мире. Принц Аббас Хильми по-прежнему работает в Concord, где он занимает должность старшего управляющего директора.

## Культурная деятельность
После своего возвращения в Египет в 1994 году принц Аббас Хильми посвятил много времени сохранению архитектурного наследия своей семьи. Он сыграл важную роль в предоставлении средств, необходимых для ремонта мавзолея своего прадеда Тауфика-паши в 2004–2008 годах, где он зарезервировал место захоронения для себя. В 2006 году он основал ассоциацию «Друзья дворца-музея Маниала», которая стремится сохранить дворец его двоюродного деда принца Мухаммеда Али.

## Семья и дети
В 1969 году принц Аббас Хильми женился на Медихе Момтаз (1945 года рождения). Религиозная церемония была проведена в Стамбуле 1 июня, а гражданский брак состоялся в Кенсингтонском ЗАГСе Лондона 20 июня. Медиха — внучка по материнской линии Ахмада Мидхата Аббаса Йегена, потомка одной из сестёр Мухаммеда Али-паши, основателя египетской королевской семьи. Таким образом, принц Аббас Хильми и его жена Медиха связаны генеалогическим родством. У пары есть дочь Сабиха Фатьма (родилась в 1974 году) и сын Дауд Абдель Моним (родился в 1979 году). По состоянию на 2005 год единственная сестра принца Аббаса Хильми Икбал (1944 года рождения) жила в Стамбуле со своей матерью Неслишах (1921–2012).